# Roland Tasker
Pour les articles homonymes, voir Tasker.
Roland Tasker est un skipper australien né le 21 mars 1926 à Perth et mort le 22 juin 2012 à Mandurah.

## Carrière
Roland Tasker obtient une médaille d'argent olympique de voile en classe Sharpie 12 m2 avec John Scott aux Jeux olympiques d'été de 1956 de Melbourne à bord du Falcon IV.
Il a ensuite gagné de nombreuses courses au large , dont la célèbre Sydney-Hobard à bord de Siska et a participé à la coupe de l'América avec Australia. 
Dans le même temps, il a fondé une quarantaine de voileries dans le monde- dont  une en France à la Rochelle avec Messieurs  Briand et Chéret-, avant de toutes les consolider à Phuket en Thailand, dans une voilerie de 10 000 M2. La marque et l histoire de rolly taster sont de nouveau présentes en France sous www.rollytasker.fr.